# Krankheitseinsicht
Krankheitseinsicht ist ein in der Medizin verwendeter Begriff und beschreibt das Wissen und die Überzeugung, krank zu sein (entsprechend einer medizinischen Diagnose, also nicht wegen eingebildeter Krankheit oder Hypochondrie). Er wird überwiegend aus ärztlicher Perspektive gebraucht und kommt vornehmlich in der Psychiatrie zur Anwendung. Bei diesem Begriff handelt es sich um ein Konstrukt, das u. a. stark von fachmedizinischen und gesellschaftspolitischen Vorstellungen und Normen geprägt ist.
Meist werden durch diesen Begriff Zweifel daran zum Ausdruck gebracht, dass ein Patient die ihm mitgeteilten ärztlichen Einschätzungen verstanden hat oder genügend Leidensdruck empfindet und sich den daraus folgenden ärztlicherseits für sinnvoll oder notwendig erachteten Therapie-Empfehlungen anschließt.

## Beschreibung
Mangelnde Krankheitseinsicht kann in Arztbriefen, psychopathologischen Befunden und anderen ärztlichen Dokumenten vermerkt werden. Laut AMDP-System sollte sie aber von einem Mangel an Krankheitsgefühl unterschieden werden und – wegen mitunter weitreichender Folgen für den Patienten – nur in eindeutigen Fällen (längerer Patientenkontakt und sichere Diagnosestellung) nach sorgfältiger Abwägung durch den Arzt dokumentiert werden.
Die Krankheitseinsicht hängt stark von der Kommunikation und Qualität des Arzt-Patienten-Verhältnisses ab und geht ärztlicherseits von der Prämisse der objektiven Richtigkeit seiner Diagnose und Therapie-Empfehlungen aus: Diese Prämisse ist jedoch nicht in jedem Fall zutreffend. Ärztliche Diagnosen sind, insbesondere im psychiatrischen Bereich (und teilweise auch bei komplexen oder schwer diagnostizierbaren somatischen Erkrankungen), grundsätzlich auch (subjektive) Einschätzungen des Arztes; sie sind den Grenzen seines fachmedizinischen Wissens (z. B. bei schwieriger Differentialdiagnose, die fachmedizinische Abklärung auf mehreren Gebieten – zuweilen auch große ärztliche Intuition – erfordert) und potentiellen diagnostischen Fehlermöglichkeiten unterworfen. So kann es vorkommen (insbesondere bei komplexen oder schwerdiagnostizierbaren chronischen Erkrankungen oder bei psychologisch-psychiatrischen und psychosomatischen Befunden und dem oft gegebenen Zeit- und Kostenrahmen), dass die Vollständigkeit und Richtigkeit der erhobenen Anamnese und der durchgeführten Untersuchungen und deren korrekter Analyse und Interpretation durch den Arzt nicht immer gewährleistet werden kann. Auch ist zu berücksichtigen, dass der Krankheitsbegriff nie frei von evaluativen (wertenden) und normativen Einflüssen ist und ein wertfreier, absolut-objektivierbarer und allgemein akzeptierter wissenschaftlicher Krankheitsbegriff medizintheoretisch nicht existieren kann. Eine möglicherweise unzutreffende Einschätzung, einem Patienten fehle es an Krankheitseinsicht, kann für diesen nicht unerhebliche Folgen hinsichtlich der weiteren Behandlung und bei leistungsrechtlichen Fragen gegenüber Kostenträgern haben.
Auch in der Existenzphilosophie und philosophischen Anthropologie wird der Terminus „Krankheitseinsicht“ verwendet. Die therapeutischen Mitteilungen des Arztes an den Patienten stellen u. U. notwendige, aber evtl. subjektiv wertende Schlussfolgerungen des Arztes dar, die sich aus Untersuchung und Befunderhebung ergeben. Es handelt sich aber bei der Frage der Krankheitseinsicht nicht nur um die aus erhaltenen Empfehlungen sich letztlich ergebende sog. Therapietreue, sondern auch um alle subjektiven Voraussetzungen eines Patienten zur Befolgung des ihm erteilten ärztlichen Rats. Dabei sind ggf. bestehende Einschränkungen der Einsichtigkeit eines Patienten durch eigene Vorurteile, etwa in Form von intrapsychischen Abwehrmechanismen zu berücksichtigen einschließlich seiner letztlich ganz persönlichen Reaktionen und seiner eigenen Urteilsbildung bzw. Beurteilung. Alles dies ist vom Arzt zu beachten und betrifft den sog. Krankheitszustand des „mündigen Patienten“.

## Krankheitszustand
Berücksichtigt man den Krankheitszustand eines Patienten, so sind u. a. bewusste und unbewusste Einstellungen und Haltungen wesentlich, bevor und nachdem er sich einer ärztlichen Untersuchung unterzogen hat. Damit ist auch die Frage verbunden, ob die vom Behandler erteilten Ratschläge einschließlich der ärztlichen Aufklärung mehr oder weniger vorbehalt- und fraglos vom Patienten angenommen werden und wie sie ggf. verarbeitet werden. Hieraus ergeben sich evtl. Forderungen nach einer geeigneten Krankheitsbewältigung.
Im Rahmen der Patient-Arzt-Beziehung stehen dem Begriff der Krankheitseinsicht – aus ärztlicher Perspektive tendenziell verobjektivierend verwendet – die subjektiven Bezeichnungen des sprachlichen Umfelds der Befindlichkeit gegenüber. Diese sind oft von ausschlaggebender Bedeutung für das eigne Urteil, gesund oder krank zu sein, nicht das Urteil des Arztes. Zwar sollte jeder Arzt versuchen, sich bei der Untersuchung eines Patienten ein korrektes und umfassendes Bild von dessen Allgemeinzustand zu machen und sich in sein Befinden einzufühlen, doch erschöpft sich damit die Untersuchung noch nicht. Der Arzt ist auf eine Verständigung und Kooperation mit dem Patienten angewiesen, um den konkret gegebenen Zustand der vom Patienten letztlich meist nur vermuteten und vom Arzt diagnostizierten (aber zuweilen nicht mit letzter Sicherheit diagnostizierbaren) Krankheit zu bessern. Dabei ist es im Interesse eines idealen ärztlichen Therapieerfolges wünschenswert, wenn das durch den „Krankheitszustand“ des Patienten geprägte subjektive Krankheitsbewusstsein sich mit den regelhaften ärztlichen Vorstellungen über ein bestimmtes ggf. festgestelltes Krankheitsbild deckt.
Krankheitseinsicht ist in positiver oder negativer Hinsicht die Grundlage und das definitive Resultat einer jeden ärztlichen Konsultation. Ärztliche Maßnahmen stellen den Versuch dar, die bis dahin u. U. vagen subjektiven Annahmen und Befürchtungen eines leidenden Patienten oder seines leidenden Umfelds zu verobjektivieren und Krankheiten und Befindlichkeitsstörungen zu erkennen und möglichst zu bessern oder zu heilen.

## Mögliche Verlaufsstadien der Krankheitseinsicht

### Widerstand gegen Krankheit und Wille zur Krankheit
Die subjektive Wahrnehmung einer Befindlichkeitsstörung geht mit einer Einbuße an Wohlbefinden des Betroffenen einher. Sie stellt eine gefühlsmäßig negative Tatsache für den Patienten dar. Das Ablehnen bewusster Wahrnehmung einer solchen Gefühlsregung erscheint daher verständlich. Dies ist ggf. bedingt durch Widerstände gegen das Eingeständnis eigener Ohnmacht und Bedürftigkeit. Es ist ggf. auch als Ausdruck eines gesunden Nichtwahrhabenwollens zu verstehen. Das Störende soll damit verdrängt werden. Die Ablehnung kann auf den Arzt übertragen werden und damit der Unterordnung unter seine Autorität und der Compliance des Patienten hinsichtlich der Therapie Grenzen setzen. Hierdurch kann auch die weitere Aufmerksamkeit gegenüber der Wahrnehmung des eigenen Befindens gehemmt werden.
Den Ausführungen von Jean-Martin Charcot (1825–1893) zufolge steht der Selbstbeherrschung und dem Willen zum normalen Leben häufig ein sog. „Wille zur Krankheit“ gegenüber. Von ihm stammt der Satz: „Für die Entwicklung zwischen Gesundheit und Krankheit ist ein Augenblick entscheidend, der vom Patienten abzuhängen scheint.“ Beide Einstellungen und Kräfte – Abwehr von Krankheit und Wille zur Krankheit – wurden von der Psychoanalyse näher erforscht. Sie haben einen Niederschlag in den Theorien des Widerstands und des Krankheitsgewinns gefunden. Die subjektive Überwältigung durch körperliche Erkrankung ist unabhängiger von solch unterschiedlicher eigener Stellungnahme des Patienten. Ernsthafte körperliche Erkrankung ist meist mit einer radikalen Umstellung des vitalen Selbstbewusstseins verbunden. Wird den Krankheitsvorgängen zu viel Aufmerksamkeit entgegengebracht, kann dies Krankheitseinsicht und Therapietreue ungünstig beeinflussen. Durch vermehrte Aufmerksamkeit kann auch die Angst vor der Krankheit vergrößert werden.
Der für die Befindlichkeit wesentliche Gewinn an innerer Ausgewogenheit ist in allen solchen Fällen naheliegend. Widerstände sind so bei der ärztlichen Gesundheitsführung bei „schwierigen Patienten“ in jeder Richtung zu erwarten. Bei der Krankheitsbereitschaft, die sich auf Konstitution und Disposition zurückführen lässt, spielen ontogenetische und psychogenetische Faktoren eine Rolle beim Gewinnen von Krankheitseinsicht.
Der „Wille zur Krankheit“ ist häufig auch als Krankheitswunsch, Krankheitsabsicht usw. bezeichnet worden. Damit sollen jedoch nicht ein bewusster Wunsch oder eine Charakter- bzw. Moralschwäche unterstellt werden. Erfolge der Psychotherapie legen nahe, dass trotz scheinbar bestehender „Krankheitsabsicht“ Heilungen von den Betroffenen selbst gewünscht und realisiert werden. Ungeachtet von moralisierender Betrachtung wird ein psychischer Krankheitsbegriff aus einer von einem Normalitätsverständnis abweichenden, disharmonischen Gesamtpersönlichkeit definiert, die sich mit den auslösenden Ursachen der Störung nicht erfolgreich auseinandersetzen konnte (siehe auch → Moralische Behandlung). Therapeutische Hilfen bei der Bewältigung können hier zu einer besseren Einheitlichkeit des Willens führen, zu einer Veränderung der Überlegungsfähigkeit und damit letztlich auch zu einer veränderten Krankheitseinsicht. Erwähnt wird im Lehrbuch Bleulers in diesem Zusammenhang das therapeutisch positive Beispiel eines Kriegszitterers. Es handelte sich bei den Kriegszitterern um ein seit 1918 allgemein beachtetes Problem. Dieses ist auch heute noch insofern aktuell, als es weiterhin zur Interessenkollision zwischen individuellen und gesellschaftlichen Ansprüchen kommt, siehe etwa eine große Reihe von psychiatrischen Fehldiagnosen, die unverändert für Aufsehen sorgen.

### Widerstand des eigenen Selbst als Gegenstand der Erkenntnis
Das Erleben von Befindlichkeit und Krankheit ist an die Wahrnehmung des eigenen Selbsts gebunden. Reflexion und Selbstbeobachtung erleichtern diesen Zugang. Bei der Selbsterkenntnis treten häufig besondere Schwierigkeiten auf. Dies betont Hans-Georg Gadamer (1900–2002) angesichts der generellen im Erkennen vom Gegenständen offenkundigen Widerständigkeit der Natur in uns (Innenwelt, Selbst) und außerhalb des eigenen Selbsts (Außenwelt).

### Krankheitsbewusstsein als Vorstufe der Krankheitseinsicht
Karl Jaspers definiert das Krankheitsbewusstsein als „diejenige Stellung des Kranken, in der wohl ein Gefühl von Kranksein, ein Gefühl von Veränderung zum Ausdruck kommt, ohne daß dieses Bewußtsein sich auf alle Krankheitssymptome und auf die Krankheit als ein Ganzes erstreckt“.

### Krankheitseinsicht als Vollendung des Krankheitsbewusstseins
Jaspers spricht von einer Krankheitseinsicht erst dann, wenn im Krankheitsbewusstsein des Patienten „alle einzelnen Krankheitssymptome“ berücksichtigt sind und „die Krankheit als Ganzes ihrer Art und Schwere nach richtig beurteilt wird“. In diesem Zusammenhang erwähnt er auch das für den Patienten „objektiv richtige Maß in der Beurteilung der Schwere der Krankheit“. Dieses objektiv richtige Maß kann am ehesten in der somatischen Medizin bestimmt werden. Jaspers weist im Zusammenhang dieses „objektiven Maßstabs“ jedoch auf die Relativierung innerhalb verschiedener Kulturkreise hin (siehe auch → Vergleichende Psychiatrie), die bekanntlich die Wertbegriffe in der Psychiatrie dominieren. Das jeweils gegebene Verständnis von Gesundheit und Krankheit ist jedoch durch gesellschaftliche Werte, Vorstellungen und Normen beeinflusst und steht einer Objektivierbarkeit entgegen. Damit ist die Fragwürdigkeit eines allgemeinen Krankheitsbegriffes berührt. Die Forderung nach einer regelhaften Krankheitseinsicht insbesondere in der Psychiatrie kommt damit dem gleich, was Jaspers in den Augen der Öffentlichkeit als eine Art von Parallelerscheinung zur Inquisition bezeichnet hat.

## Bedeutung der Psychiatrie
Gadamer vertritt die Ansicht, dass die Bedeutung der Psychiatrie darin bestehe, sich von einem Standpunkt zu distanzieren, der das Funktionieren der Psyche entsprechend der heute veralteten Auffassung einer Vermögenspsychologie als „Leistungsbündel für ausgemachte Zwecke“ ansieht. Krankheitseinsicht kann nicht nach allgemeinen operationalen Vorgaben vermittelt werden, ähnlich wie es Aufgabe und Ziel einer planenden und dirigierenden Behörde ist. Sie ist Gegenstand individueller Entwicklung und Selbstverwirklichung. Das Wiederherstellen gestörter Gesundheit erfordere in vielen Fällen von geistiger Erkrankung das Wiedergewinnen eines je individuell gestörten Selbstverständnisses. Krankheitseinsicht kann daher nicht in Analogie zur Aufgabe und Bestimmung tierischer Intelligenz vermittelt werden. Tierische Intelligenz dient der Bewältigung immer gleicher Lebensaufgaben.
Kritik an der psychiatrischen Versorgung richtete sich und richtet sich vielfach weiter gegen ihren zu deutlich ausgeprägten institutionellen Charakter, so z. B. die Kritik seitens der Antipsychiatrie. Die eher technologisch geprägte Psychoedukation hat zuletzt beispielsweise einen zunehmenden Einfluss gewonnen. Sie setzt als Versuch einer für alle psychisch Kranken zweckmäßigen Einrichtung bereits eine wie auch immer geartete Krankheitseinsicht voraus. Psychoedukation ist daher nicht immer unproblematisch, weil mit der ärztlichen Diagnosestellung Krankheitseinsicht nicht automatisch verbunden ist und daher oft als zwanghaft und indoktrinierend empfunden wird. Nicht eine verbesserte Compliance, sondern eine bessere Selbstverwirklichung unter Berücksichtigung subjektiver Erfahrungen wird vielfach von Patienten gewünscht.
Ab den 1970ern kam es zu breiten interdisziplinären gesellschaftlichen und politischen Debatten darüber, wie der Gesundheitsdienst zu verbessern ist. Es wurde nicht nur eine verbesserte Zusammenarbeit einer Fülle von sozialpsychologischen und sozialpsychiatrischen Diensten mit entsprechenden Berufsgruppen anderer Disziplinen gefordert, sondern auch neue gesetzgeberische Initiativen. Damit wurde auch das bisherige allzu eigenmächtige Selbstverständnis derjenigen Berufsgruppen erschüttert, die mit der Wahrnehmung öffentlicher Aufgaben befasst sind.

## Verminderte Krankheitseinsicht

### Bei Psychosen
Die Krankheitseinsicht bei Psychosen wird in der Regel als vermindert eingeschätzt, auch wenn gewisse Anzeichen von Einsicht vorhanden sein mögen. Sowohl bei der akuten Psychose als auch nach der abgelaufenen und bei der chronischen Psychose finden sich wechselhafte qualitative und quantitative Einschränkungen. Das heißt, dass zum Teil krankhaft veränderte Selbstwahrnehmungen zu beobachten sind, so etwa „innerlich verfault zu sein“ (Fall einer akuten depressiven Psychose) oder „verhext zu sein“ (Schizophrenie). Nach Remission der Erkrankung kann diese Wahrnehmung abklingen, aber immer noch in gewissen leichten Andeutungen wieder aufkommen. Bei chronischen Psychosen beobachtete Jaspers eigentümliche und unausgegorene Mischungen zwischen ärztlicher Systematik und den eigenen Auffassungen der betroffenen Patienten.

### Psychopathie
Bei Psychopathien stellte Jaspers zeitlich konstante Beeinträchtigungen der Krankheitseinsicht fest.

### In der Forensik

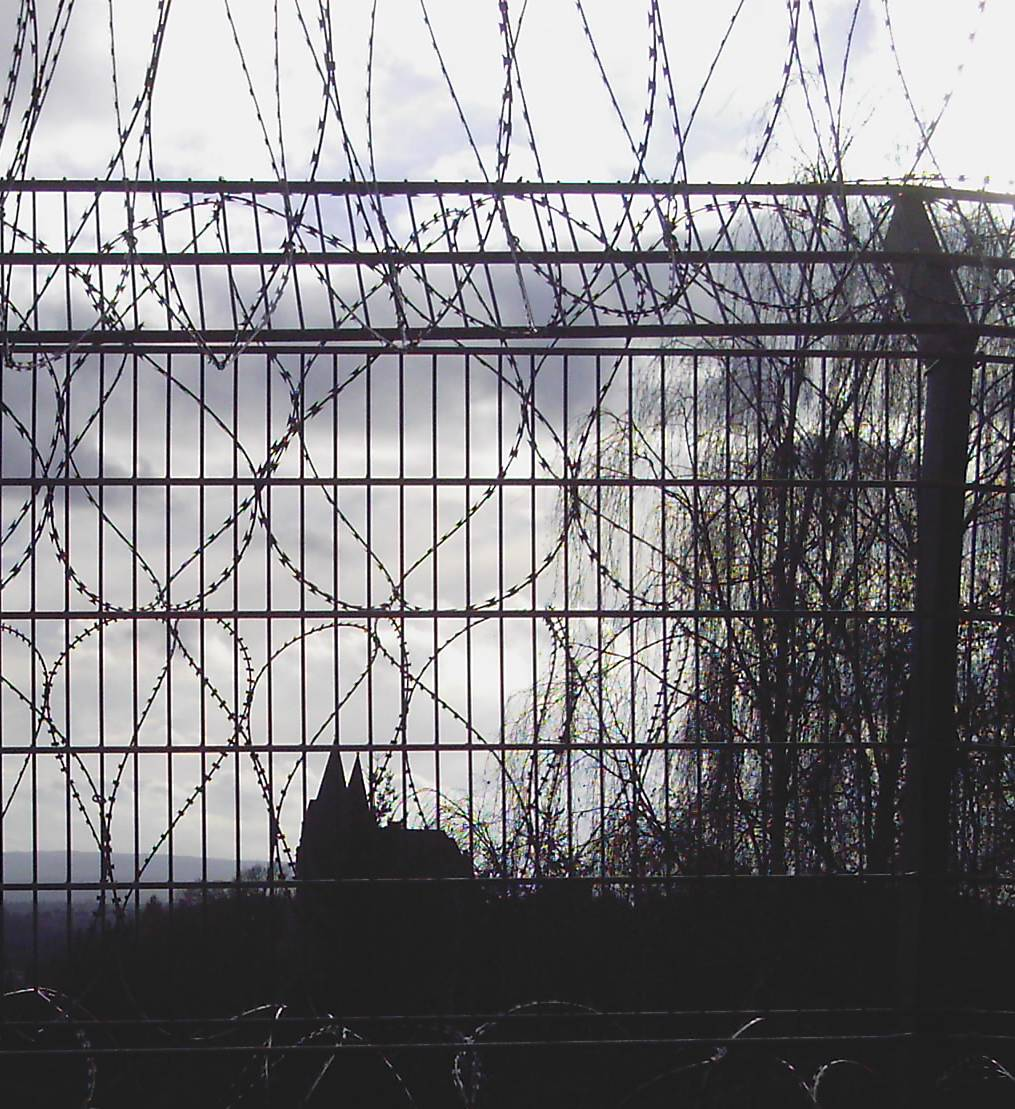
Blick vom Friedhof der Gedenkstätte Hadamar auf das Gelände des Psychiatrischen Krankenhauses, das neben einer Allgemeinen Psychiatrie auch über eine mit hohen Zäunen und Stacheldraht gesicherte Forensische Psychiatrie verfügt. Diese Ansicht stammt aus dem Jahre 2010. Mittlerweile wurde ab 2014 eine noch wesentlich erweiterte Forensik im gleichen Gelände aufgebaut, das hinter dem Zaun befindliche Gebäude für forensische Patienten 2018 abgerissen. Den Besuchern der Gedenkstätte Hadamar blieb in der Gestaltung bis dahin der Zaun durch gartenarchitektonische Planung weitgehend verborgen. Nur an einzelnen Stellen war die Sicht auf diese Zäune möglich, wie sie hier im Bild festgehalten ist. Der Friedhof ist der Ort, an dem sich ggf. die Asche der verbrannten ebenso wie – durch Totengräber bezeugt – die Massengräber der weiteren durch Medikamente getöteten Opfer der insgesamt 15.000 Toten befinden, die zu ihren Lebzeiten nach Hadamar gebracht wurden. Im Hintergrund des Bildes ist das Bischöfliche Konvikt (Bistum Limburg) erkennbar. Es stellt sich die Frage, ob diese örtliche Atmosphäre geeignet ist, Krankheitseinsicht zu befördern.

Die klinische Forensik ist ein relativ junger Zweig der Psychiatrie. Asmus Finzen (* 1940) stellt eine springflutartige Zunahme der forensisch-psychiatrischen Betten und Abteilungen fest, die für ihn einen Anlass darstellen, über den Zeitgeist nachzudenken. Dieser Zeitgeist entfernt sich offenkundig von den oben dargestellten Forderungen. Wächst damit auch die Versuchung, „Krankheitseinsicht“ durch Zwang zu erzielen, wie dies im Falle des Justizopfers Horst Arnold erfolgte? Hier verließ man sich auf die scheinbare Legitimität von Strafmaßnahmen wegen mangelnder Krankheitseinsicht. Auch die als vorhanden oder mangelnd eingeschätzte juristische Zurechnungsfähigkeit stimmt nicht immer mit Krankheitseinsicht überein.

### Bei Demenzen
Das weitestgehende Fehlen von Krankheitseinsicht bei schwergradigen organischen Demenzen ist in erster Linie bedingt durch den Ausfall von Intelligenz und dem, worauf Intelligenz sich stützt, nämlich Gedächtnis und Merkfähigkeit. Weiterhin kann auch das Sprechen betroffen sein, sodass es einem Kranken nur noch unter größten Mühen gelingt, sich verständlich zu machen, und er auch sein ganzes Leben vergisst. Ein intensives Krankheitsbewusstsein pflegt aber noch in den Frühstadien der Erkrankung zu bestehen, wenn lediglich die genannten Vorbedingungen der Intelligenz ansatzweise betroffen sind. Dennoch sind auch bei schweren organischen Demenzen noch gewisse Persönlichkeitsmerkmale erhalten. Das unterscheidet die organischen Demenzen von den angeborenen. Bei schizophrenen Defekten erscheint die Intelligenz fraglicherweise erhalten und in erster Linie die Persönlichkeit betroffen zu sein.